# Miguel Sáenz
Miguel Sáenz Sagaseta de Ilúrdoz (Larache, Protectorado español de Marruecos, España, 1932) es un traductor español especializado en literatura alemana. Miembro de la Real Academia Española de la Lengua desde 2012, son destacadas sus traducciones al español de autores como Bertolt Brecht, Günter Grass, Alfred Döblin, W. G. Sebald y Thomas Bernhard, de quien también ha escrito una biografía. Asimismo, ha vertido del inglés a novelistas como William Faulkner, Henry Roth y Salman Rushdie.

## Biografía
Miguel Sáenz, hijo de militar, nació en Marruecos. Durante su infancia y juventud vivió en África veinte años (en Tetuán, Tánger, Ifni, Sáhara): su ambiente por tanto, como ha comentado, era cierto tipo de colonialismo, respetuoso en este caso, pero luego pudo reflexionar sobre la dolorosa situación colonial, tras leer a Frantz Fanon, traducir documentos del Comité de los Veinticuatro para la ONU y seguir el proceso de descolonización con los horrores del poscolonialismo («he aprendido que no hay colonialismo bueno, por paternalista que sea»). La elección de algunos de sus autores —Rushdie, Özdamar— estuvo condicionada por esa doble vivencia.
Tras concluir estudios superiores, Miguel Sáenz se doctoró en Derecho y, como aprendió alemán a finales de los cincuenta en Mallorca, decidió licenciarse también en Filología Alemana por la Universidad Complutense de Madrid a los «cuarenta y tantos años», para asesorar mejor a Jaime Salinas. Ejerció la abogacía durante bastantes años, y ha llegado a ser general auditor del Cuerpo Jurídico de la Defensa, actualmente en la reserva, además de haber sido fiscal de la Sala Quinta del Tribunal Supremo. 
Pero, sobre todo, Miguel Sáenz fue traductor del inglés para la Organización de las Naciones Unidas, en sus sedes de Nueva York, Ginebra y Viena, entre 1965 y 1970, tras pedir una excedencia; y al regresar a Madrid siguió vinculado a la ONU. Además, ha sido traductor de la Organización Mundial del Comercio, de la Organización Panamericana de la Salud, de la Organización de las Naciones Unidas para la Agricultura y la Alimentación y del Fondo Internacional de Desarrollo Agrícola. 
Por otra parte, Miguel Sáenz ha ejercido como profesor de Teoría de la Traducción en el Instituto Universitario de Lenguas Modernas y Traductores e Intérpretes de la Universidad Complutense de Madrid, 1985-1986. Luego abandonó ese trabajo para dedicarse enteramente a la literatura y a la traducción, campo en el que ha dado conferencias en España y en el extranjero, recogidas en 2013. Su mujer alemana, Grita Loebsack, ha colaborado con él en casi todas las traducciones de Günter Grass.
Amante de las artes y la cultura, y discreto agitador cultural, Miguel Sáenz ha colaborado como lector de alguna editorial (Alfaguara, entre otras, donde Jaime Salinas le empujó hacia su especialización germánica) y ha sido impulsor personal de pequeñas editoriales (Sirmio, por ejemplo). Además, ha apoyado muchas iniciativas teatrales a lo largo de su vida, dado su interés por el teatro.
Ha publicado recientemente Territorio, en 2017, libro de memorias sobre su infancia, su propio padre y África.

## El traductor
Le gusta traducir «porque es la forma más atenta e intensa de leer; además, da el placer de escribir sin el dolor del que tiene que crear algo totalmente nuevo», declaró Miguel Sáenz en Viena (1997), al ser premiado.
Su primera traducción fue un clásico jurídico, el Derecho Municipal de Otto Gönnenwein, cuando era becario del Instituto Superior de Estudios de Administración Local. Luego, ya solo traducirá artículos jurídicos o económicos para las Naciones Unidas.
Su actividad como traductor literario, salvo algunos poemas de pintores –Arp, Klee, Kandinsky, pronto vertidos por él—, se inició en 1976 con un texto importante, Carta breve para un largo adiós de Peter Handke, y ha seguido ocupándose de obras selectas, pues él ha podido siempre elegir a sus autores, dado que no era su único oficio. 
Miguel Sáenz ha traducido al castellano la casi totalidad de la obra de Thomas Bernhard (sobre quien ha escrito Thomas Bernhard: una biografía), así como el teatro íntegro de Bertolt Brecht; pero también a otros autores de lengua alemana o inglesa, como Mozart (cartas), Gottfried August Bürger, Eduard Mörike, Arthur Schnitzler, Franz Kafka, Joseph Roth, Alfred Döblin, Hermann Broch, Friedrich Dürrenmatt, William Faulkner, Henry Roth, Christa Wolf, Salman Rushdie o W. G. Sebald. 
Entre los autores con los que ha trabajado directamente, figura desde luego Günter Grass, al que tradujo el discurso de las Letras Príncipe de Asturias, en 1999, amigo suyo ya, y apoyó con claridad, tras los ataques que padeció, al deformarse su situación en la Segunda Guerra Mundial siendo Grass, como era por entonces, un menor de edad.   
Por su calidad reconocida, Miguel Sáenz recibió en 1981 el premio Fray Luis de León por su traducción de El rodaballo, de Günter Grass; y en 1991, el Premio Nacional a la Obra de un Traductor. Su consagración extranjera llegó seis años después, con la Medalla Goethe (Weimar, 1997), la Orden del Mérito de la República Federal de Alemania (1997), el Premio Nacional de Traducción de Austria (Viena, abril de 1997) y el Premio Aristeion de la Unión Europea (1998). 
Desde 1999, es miembro de la Academia alemana Deutsche Akademie für Sprache und Dichtung, y leyó su discurso, Cinco minutos, en Darmstadt, 2000. En 2002 fue nombrado doctor honoris causa, en traducción e interpretación, por la Universidad de Salamanca; era el primero de los traductores españoles en recibir, en su calidad de tal, ese galardón académico. 
El 22 de noviembre de 2012, Miguel Sáenz fue elegido por el pleno de la Real Academia Española para ocupar el sillón 'b'. Del 23 de junio de 2013 es su discurso de entrada en la RAE, Servidumbre y grandeza de la traducción. Fue Luis Goytisolo el encargado de responder a Sáenz, cuyas traducciones, dijo, «son una verdadera recreación de obras con frecuencia difíciles en las que consigue trasladar al lector español la misma emoción que despierta en el lector del texto original».
El 15 de octubre de 2013, Miguel Sáenz inauguró el curso académico en la Facultad de Traducción y Documentación de la Universidad de Salamanca y presentó su libro Traducción. Dieciocho conferencias nada magistrales y dos discursos de circunstancias. Durante dicha visita, acudió al programa de radio de dicha facultad, Don de Lenguas, donde contestó a las preguntas de los alumnos de esa rama.

## Obras
- Jazz de hoy, de ahora, Siglo XXI de España Editores, 1971.
- Tú, que naciste austriaca, Barcelona, Marte, 1973, prosa.
- Homenaje a F. K., Planeta, 1975.
- Mensahib, Ayuntamiento de Alcalá de Henares, 1981, cuentos.
- Thomas Bernhard: una biografía, Madrid, Siruela, 1996.
- Egon Schiele: en cuerpo y alma, Editorial de Arte y Ciencia, Fundación Juan March, 2005. ISBN 978-84-89935-55-6
- Traducción. Dieciocho conferencias nada magistrales y dos discursos de circunstancias, Salamanca, Universidad de Salamanca (Moria), 2013.
- Servidumbre y grandeza de la traducción, RAE, 2013.
- Territorio, Funambulista, 2017.

### Principales traducciones
- Bernhard, Thomas: Corrección, Madrid, Alianza, 1983.
- —: Conversaciones con Thomas Bernhard, 1991) Tusquets, ISBN 978-84-339-0769-1 por Christa Fleischmann.
- –: El carpintero y otros relatos, Alianza, 1993.
- –: El frío : un aislamiento, Barcelona, Anagrama, 1985.
- –: El imitador de voces, Madrid, Alfaguara, 1985.
- –: El italiano, Madrid, Alianza, 2001.
- –: El malogrado, Alfaguara, 1985.
- –: El origen, Barcelona, Anagrama, 1985.
- –: El sobrino de Wittgenstein, Barcelona, Anagrama, 1988.
- –: En las alturas, Anagrama, 1992.
- –: Extinción: un desmoronamiento, Madrid, Alfaguara, 1992.
- –: Helada, Madrid: Alianza, 1985.
- –: Immanuel Kant: El viaje de Kant a América o Papagayo en alta mar, Madrid, Centro Dramática Nacional, 1992.
- —: La Calera, Madrid, Alianza, 1984.
- —: Sí, Anagrama, 1985.
- —: Tala, Madrid, Alianza, 1988.
- —: Trastorno, Alfaguara, 1995.
- —: Un niño, Barcelona, Anagrama, 1987.
- —: Acontecimientos y relatos, Alianza, 1997 ISBN 978-84-206-3291-9
- —: Mis premios, Alianza, 1999 ISBN 978-84-206-8426-0
- —: Relatos, Alianza, 1999 ISBN 978-84-206-4952-8
- —: Ave Virgilio, Edicions 62, 1988 ISBN 978-84-297-2825-5
- —: A paso de cangrejo, Suma de letras, 2004
- —: Maestros antiguos, Alianza, 2010 ISBN 978-84-206-5594-9
- —: El presidente; Los famosos; La paz reina en las cumbres, Hiru, 2005, ISBN 978-84-95786-84-5
- —: Amras, Alianza, 2009 ISBN 978-84-206-4951-1
- —: Así en la tierra como en el infierno; Los locos, los reclusos; Ave Virgilio; Aquel hombre azotado por tempestades, La Uña Rota, 2010 ISBN 978-84-95291-16-5
- —: Goethe se muere, Madrid: Alianza, 2012.
- —: Correspondencia Thomas Bernhard-Siegfried Unseld, Cómplices, 2012
- —: ¿Le gusta ser malvado?', conversación con Peter Hamm, Alianza, 2013.
- Brecht, Bertolt: Teatro completo, Madrid: Alianza, 1987 y ss.
- Broch, Hermann: Autobiografía psíquica, Losada, 2003 ISBN 978-84-932916-5-5
- Bürger, Gottfried August: Las aventuras del barón de Münchausen. Madrid: Alianza, 1982.
- Coover, Robert: La fiesta de Gerald, Barcelona, Anagrama, 1990.
- Dalh, Roald: Agu trot, Madrid, Alfaguara, 1991.
- Döblin, Alfred: Berlín Alexanderplatz, Madrid, Bruguera, 1982.
- Dürrenmatt, Friedrich: Play Strindberg, Madrid, Uña rota, 2007.
- Ende, Michael: La historia interminable, Madrid, Alfaguara, 1983.
- Faulkner, William: Pilón, Madrid: Alfaguara, 2002.
- Grass, Günter: Diario de un caracol, Madrid: Alfaguara, 2001.
- —: El rodaballo, Alfaguara, 1980.
- —: La ratesa, Alfaguara, 1988.
- —: Malos presagios, Alfaguara, 1992.
- —: Hallazgos para no lectores, Galaxia Gutenberg, 2000
- —: La caja de los deseos, Alfaguara, 2009 ISBN 978-84-204-2317-3
- —: Mi siglo, Alfaguara, 1999.
- —: Poemas, Madrid: Visor, 1994.
- —: Es cuento largo Alfaguara, 1999 ISBN 978-84-226-6783-4
- —: Cinco decenios, Alfaguara, 2003 ISBN 978-84-204-6608-8
- —: Pelando la cebolla, Alfaguara, 2008, ISBN 978-84-663-2120-4
- —: El tambor de hojalata, Alfaguara, 2009, ISBN 978-607-11-0323-9
- Greenaway, Katye: Libro de juegos, Madrid, Libertarias, 1989.
- Gurganus, Allan: La última viuda de la Confederación lo cuenta todo, Barcelona: Anagrama.
- Handke, Peter: Carta breve para un largo adiós, Madrid, Alianza, 1976.
- —: Los hermosos días de Aranjuez: diálogo estival, Casus-Belli, 2013.
- Kafka, Franz: El castillo, El proceso, El desaparecido, de Obras I, Galaxia Gutenberg, 1997. Han aparecido en volúmenes independientes en Alianza.
- Kennedy, Richard: Los ojos de Amy, Madrid, Alfaguara, 1989.
- Kleist, Heinrich von: El terremoto de Chile, Atalanta, 2008.
- Moers, Walter: La ciudad de los libros soñadores.
- Mörike, Eduard: Mozart, camino de Praga, Alianza, 1983.
- Mozart, Wolfgang A.: Cartas, Barcelona, Muchnik, 1986.
- Özdamar, Emile Sevgi: El puente del Cuerno de Oro, lfaguara, 2000.
- —: La vida es un caravasar, Alfaguara, 1994.
- —: Extrañas estrellas.
- Rilke, Rainer, M.: Liese la pelirroja y otros cuentos.
- Roth, Henry: A merced de una corriente salvaje, Alfaguara, 1992.
- —: Llámalo sueño, Alfaguara, 1990.
- Roth, Joseph: El leviatán. Madrid, Siruela, 1992.
- —:  El peso falso, Siruela, 1994.
- Rushdie, Salman: El suelo bajo sus pies, Barcelona, Plaza & Janés, 1999.
- —: El último suspiro del moro, Plaza & Janés, 1995.
- —: Hijos de la medioanoche, Madrid, Alfaguara, 1988.
- —: Oriente, occidente, Barcelona, Plaza & Janés, 1997.
- —: Vergüenza, Madrid, Alfaguara, 1985.
- Schneider, Robert: Hermana del sueño, Barcelona: Tusquets, 1994.
- Schnitzler, Arthur: Apuesta al amanecer, Barcelona, El Acantilado, 2000.
- —: El regreso de Casanova, El Acantilado, 2000.
- —: La señorita Else, Barcelona, Sirmio, 1991.
- —: Relato soñado, Barcelona, Sirmio, 1993; El Acantilado, 2012.
- Schopenhauer, Arthur: Fragmentos para la historia de la filosofía, Siruela, 2003 ISBN 978-84-7844-804-3
- Sebald, W. G.: Austerlitz, Barcelona, Anagrama 2002
- —: Historia natural de la destrucción, Anagrama, 2003
- —: Del natural, Anagrama, 2004 ISBN 978-84-339-7052-7
- —: Pútrida patria, Anagrama 2005
- —: Campo Santo, Anagrama 2007
- Richard Wagner, El holandés errante, Madrid, Teatro Real.
- Weiss, Peter: Marat Sade, Madrid, Centro dramático, 1996
- Winkler, Josef: Natura morta, novela corta romana, Galaxia Gutenberg, 2003
- —: Cuando llegue el momento, Galaxia Gutenberg, 2004
- —: Cementerio de las naranjas amargas, Galaxia Gutenberg, 2008 ISBN 978-84-8109-622-4
- Wolf, Christa: Casandra, Alfaguara, 1986
- —: Medea, Debate, 1998 ISBN 978-84-8306-090-2

## Reconocimiento
- 1980: Premio Ciudad de Alcalá de Narrativa por “Memsahib”